# Das Plastische Bild
Das Plastische Bild war das erste Vereinsorgan der Deutschen Gesellschaft für Stereoskopie e.V. und wurde 1928 im Verlag Dr. Ferdinand Gebhard, Berlin von P. F. Brandt-Leiseberg herausgegeben. Aus finanziellen Gründen musste der Verein bereits nach einem Jahr das Erscheinen der Zeitschrift wieder einstellen. Es war die erste stereoskopische Zeitschrift mit eingebundenen Stereofotos auf Bromsilber-Fotopapier. Als Nachfolgevereinsorgan wurden ab April 1929 die Mitteilungen der Deutschen Gesellschaft für Stereoskopie herausgegeben.
Insgesamt sind folgende Hefte erschienen:
- Heft 1: Januar 1928
- Heft 2: Februar 1928
- Heft 3: März 192
- Heft 4/5: April/Mai 1928
- Heft 6: Juni 1928
- Heft 7/8: Juli/August 1928
- Heft 9/10: September/Oktober 1928
- Heft 11/12: November/Dezember 1928.